# Spišská Nová Ves
Spišská Nová Ves Ausspracheⓘ (deutsch (Zipser) Neu(en)dorf, ungarisch Igló) ist eine der größten Städte in der Ostslowakei, südöstlich der Hohen Tatra und liegt in der traditionellen Region Zips (Spiš). Die Stadt ist die Hauptstadt des gleichnamigen Bezirks.
Bekannt als Sehenswürdigkeiten in der Umgebung sind die Zipser Burg und der Nationalpark Slowakisches Paradies.

## Geschichte

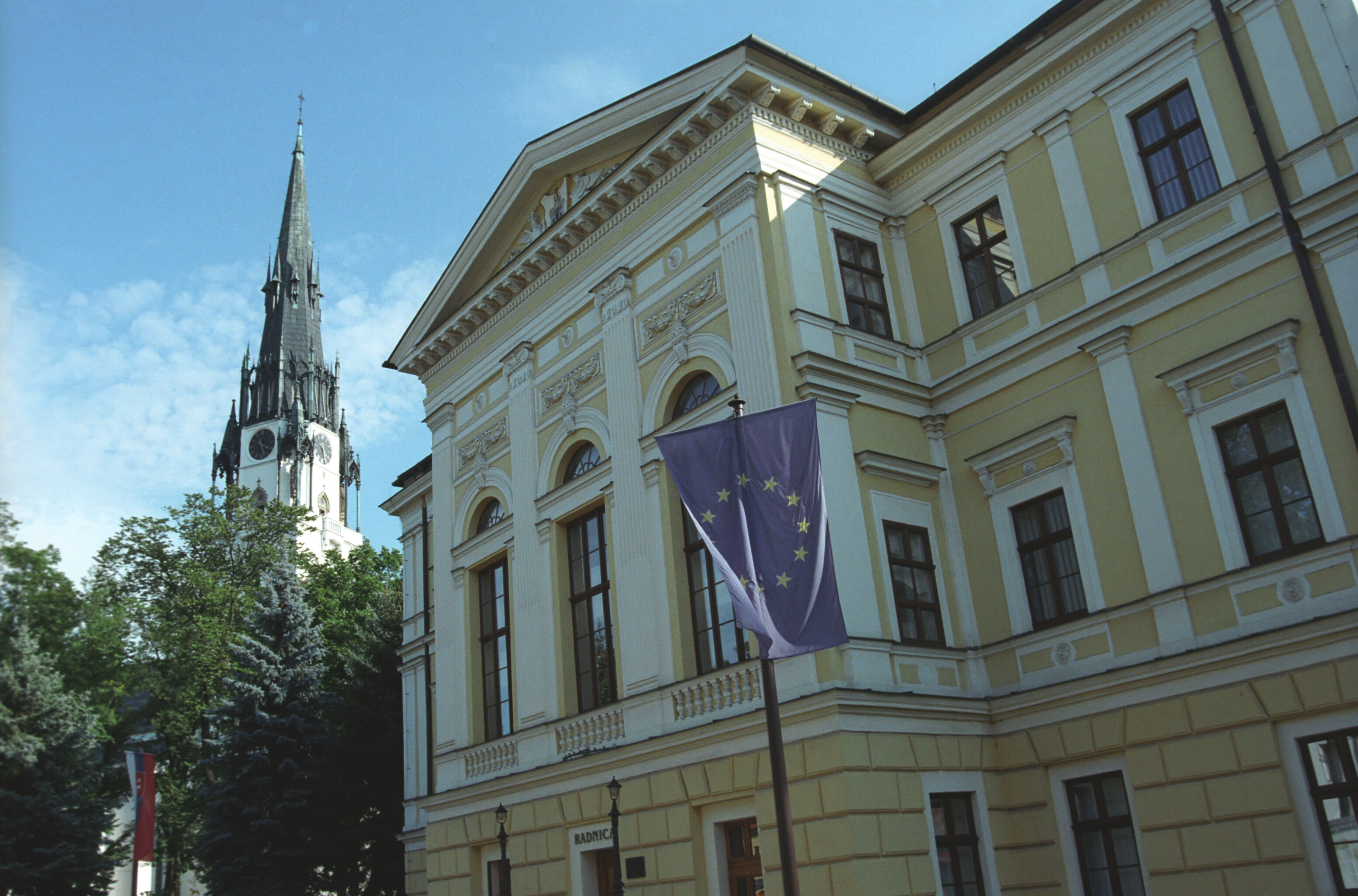
Rathaus und Kirche

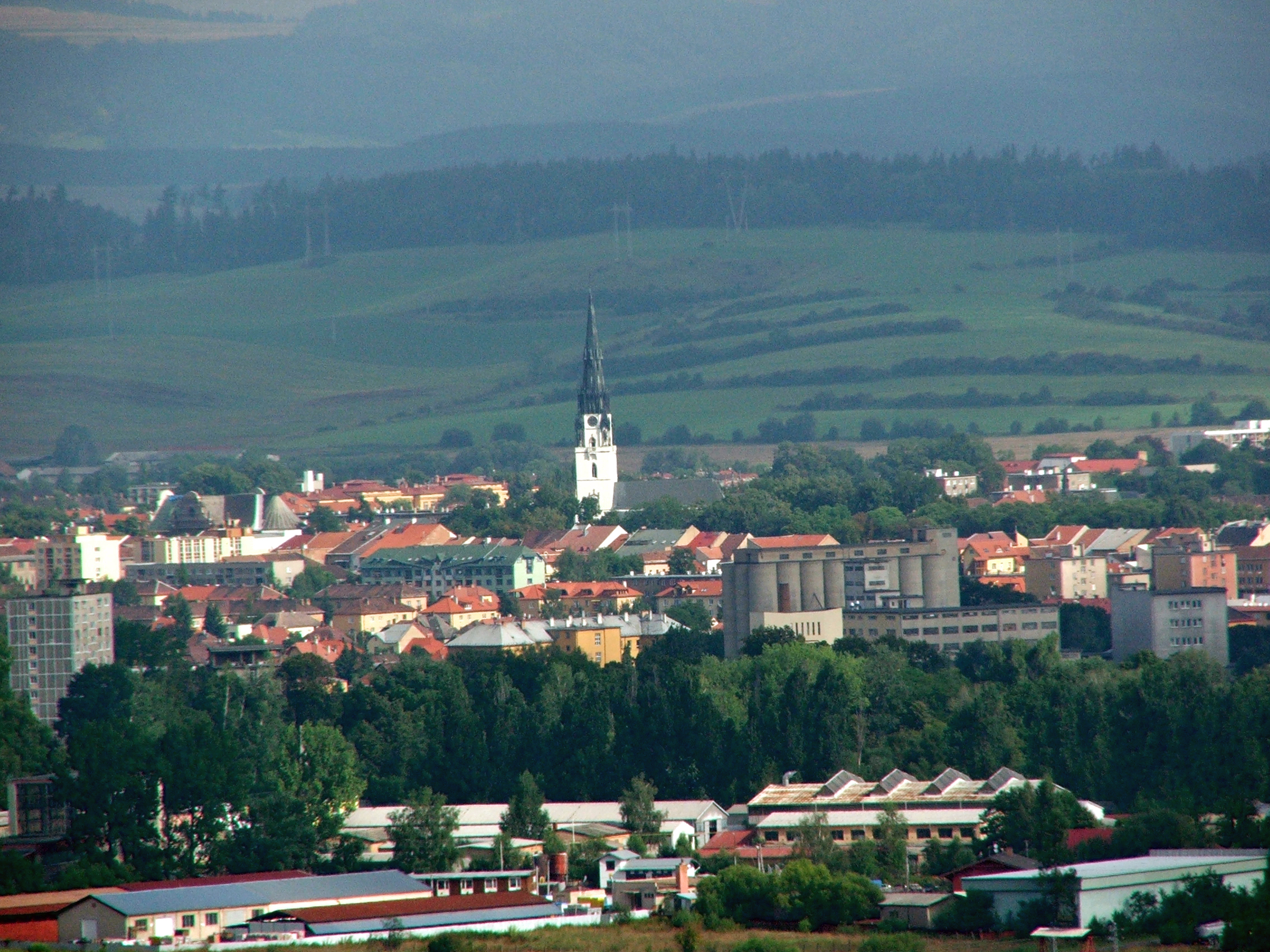
Blick auf die Stadt

Die Stadt ist ein alter Siedlungsplatz (Jungsteinzeit, Großmähren). Spätestens im 12. Jahrhundert stand an der Stelle der heutigen Stadt die slowakische Siedlung Iglov. Im 13. Jahrhundert gründeten in ihrer unmittelbaren Nachbarschaft deutsche Siedler (sogenannte Zipser Sachsen) die Ortschaft Neudorf. In der 2. Hälfte des 13. Jahrhunderts sind beide Siedlungen verschmolzen. Die deutsche Bevölkerungsmehrheit wurde im 19. Jahrhundert von einer slowakischen abgelöst.
Im 14. Jahrhundert entwickelte sich aus der Siedlung eine wichtige Stadt mit Marktrecht. Seit 1380 ist sie offiziell Bergbaustadt. Die Stadt hatte den größten Straßenmarkt der Slowakei. Sie war Mitglied der Bruderschaft der 24 königlichen Pfarrer, des Bundes der 24 Zipser Städte, war unter den 13 in den Jahren 1412–1772 an Polen verpfändeten Städten und seit 1778 Hauptstadt der Provinz der 16 Zipser Städte (Details siehe unter Zips).
2017 wurde Spišská Nová Ves der Ehrentitel „Reformationsstadt Europas“ durch die Gemeinschaft Evangelischer Kirchen in Europa verliehen.

### Bevölkerungsentwicklung
| Jahr                | 1994   | 2004    | 2014    | 2024    |
| ------------------- | ------ | ------- | ------- | ------- |
| Anzahl der Personen | 38.888 | 38.727  | 37.707  | 34.255  |
| Unterschied         |        | −0,41 % | −2,63 % | −9,15 % |

| Jahr                | 2023   | 2024    |
| ------------------- | ------ | ------- |
| Anzahl der Personen | 34.544 | 34.255  |
| Unterschied         |        | −0,83 % |

=

## Name
Die ursprüngliche slowakische Siedlung hieß Iglow (übersetzt etwa „Nadelhausen“, von der schmalen Form der Siedlung abgeleitet). Die benachbarte deutsche Siedlung hieß Nova Villa (1268, deutsch „Neudorf“ – erster Quellenbeleg) oder ungarisch Igloszasza (1279, deutsch „Sächsisches Iglow“).
Nach der Verschmelzung beider Siedlungen (1380 wurde Iglow alio nomine Nova Villa erwähnt) wurde die Siedlung in einigen lateinischen Dokumenten noch im 15. Jahrhundert sowohl Neudorf als auch Iglow (später nur Iglovia) genannt, in ungarischen Dokumenten setzte sich die vom Iglov abgeleitete Form Igló durch, in deutschen die Form Newendorf (später Neudorf, noch später auch Zipser Neudorf). In slowakischen Texten wurde spätestens seit dem 18. Jahrhundert eine Übersetzung des deutschen Namens verwendet (1786 Nowa Wes, deutsch „Neudorf“; seit 1920 Spišská Nová Ves, deutsch „Zipser Neudorf“).

## Stadtgliederung
Die Stadt ist in zwei Stadtteile gegliedert:
- Novoveská Huta (Vorderhütten)
- Spišská Nová Ves mit den Stadtvierteln Centrum („Zentrum“), Sídlisko Západ („Siedlung-West“), Sídlisko Východ („Siedlung-Ost“), Sídlisko Tarča, Sídlisko Mier („Friedenssiedlung“) und Ferčekovce

## Sehenswürdigkeiten
Die Stadtmitte wird geprägt von einem großen, spindelförmigen langen Platz, auf dem sich die wichtigsten Sehenswürdigkeiten befinden:
- die römisch-katholische Pfarrkirche Mariä Himmelfahrt aus dem 14. Jahrhundert, deren im 19. Jahrhundert erbauter Turm mit einer Höhe von 87 Metern der höchste Kirchturm der Slowakei ist
- die evangelische Toleranzkirche vom Ende des 18. Jahrhunderts
- das klassizistische Rathaus
- Museum der Zips[5] mit einer Ausstellung über die Zipser Deutschen[6]
- die Redoute, erbaut um 1900, die heute das Zipser Theater beherbergt

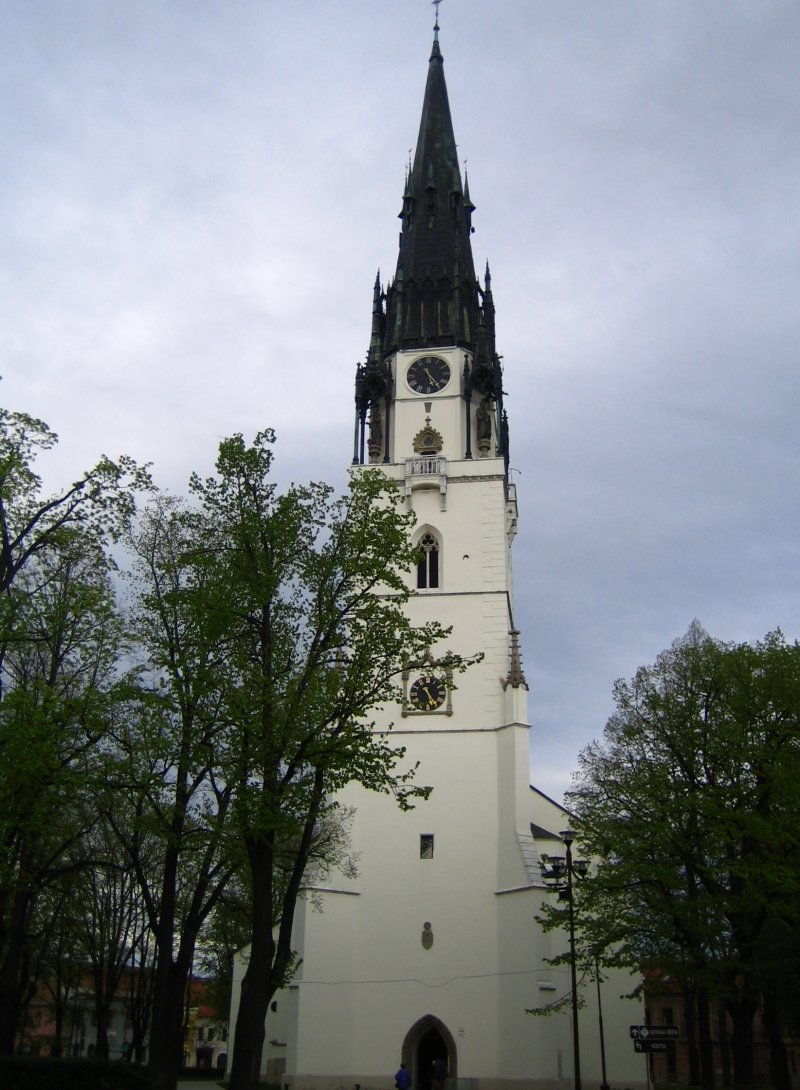
Kirche Mariä Himmelfahrt
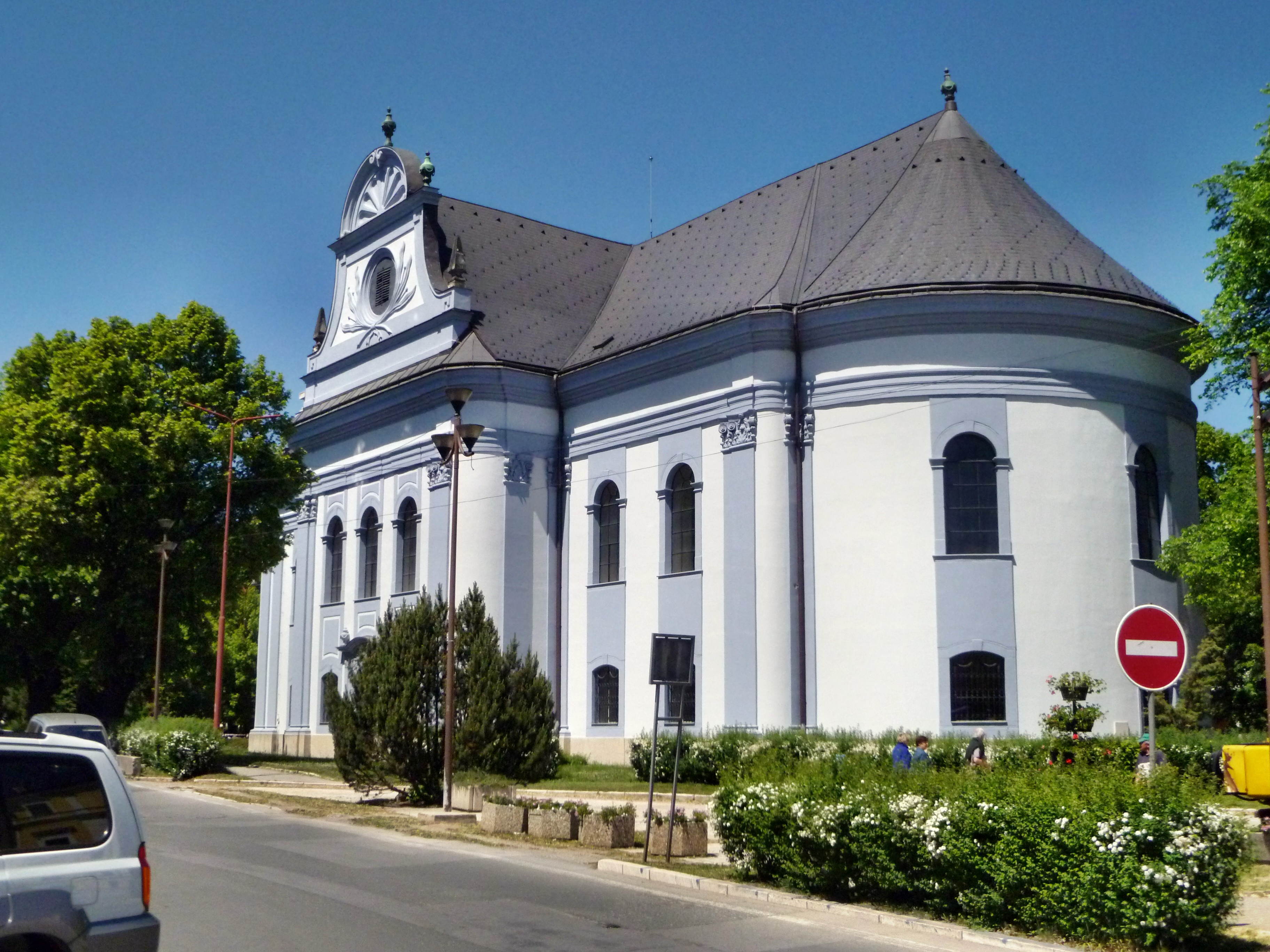
Evangelische Kirche
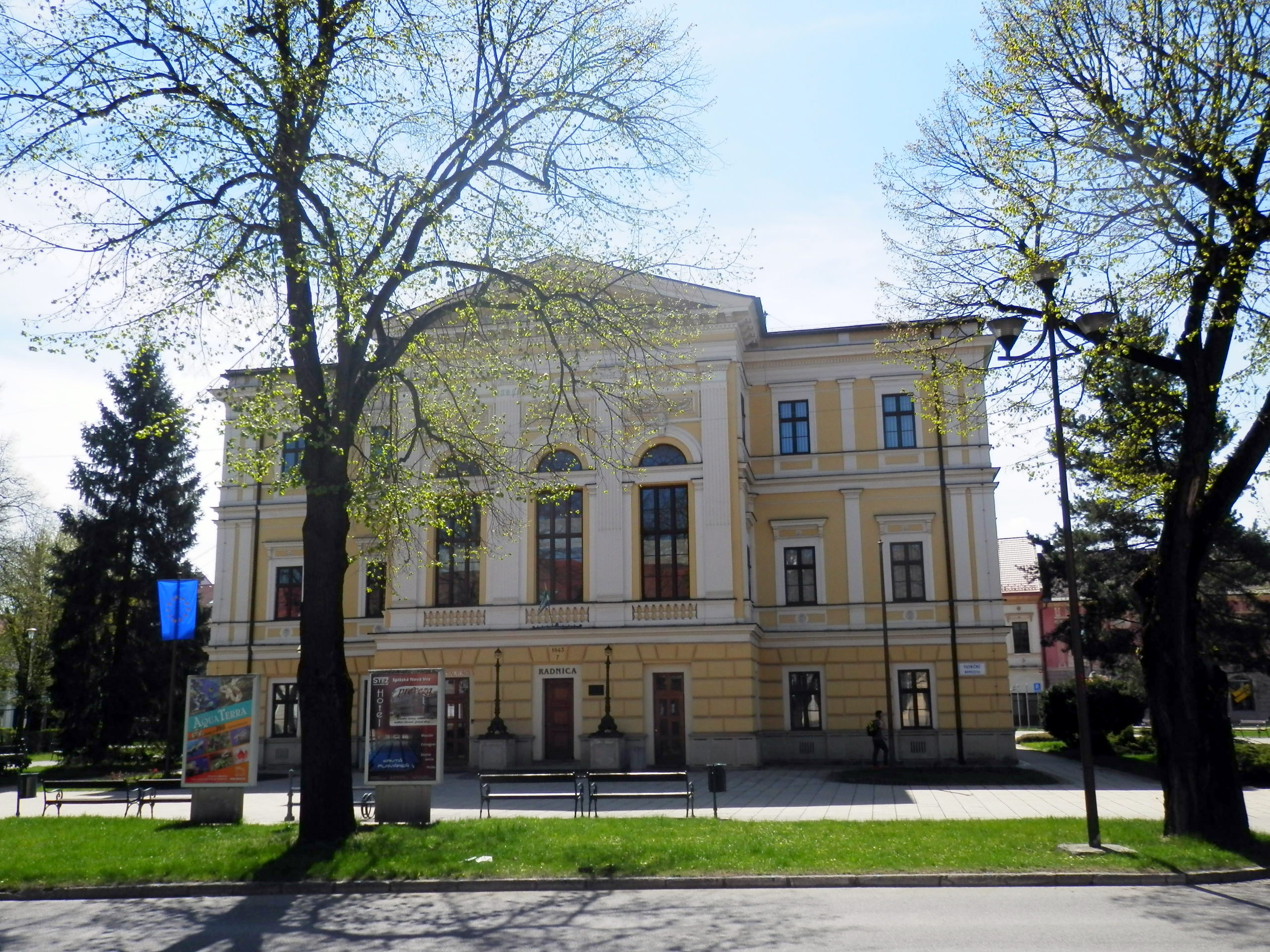
Rathaus
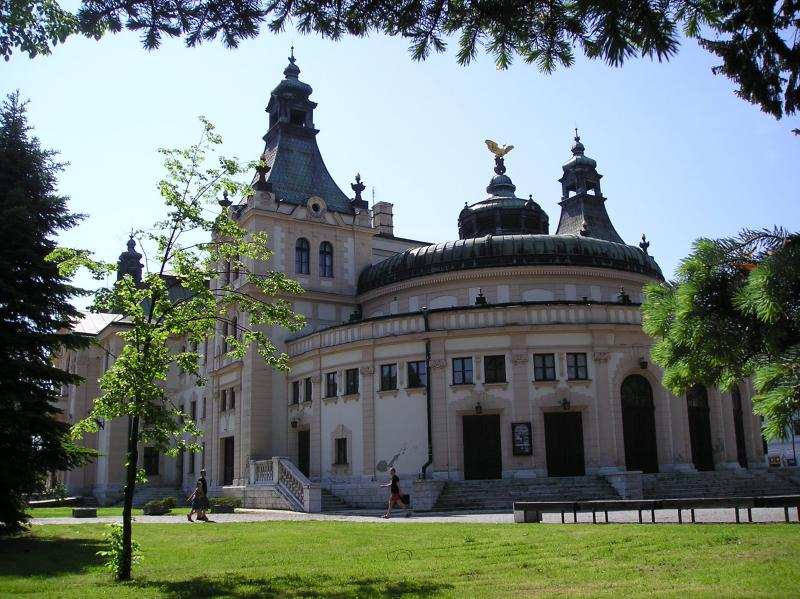
Redoute, heute Theater

## Sport
- HK Spišská Nová Ves, Eishockeyclub

## Städtepartnerschaften
Partnerstädte von Spišská Nová Ves sind
| - Alsfeld, Deutschland, seit 1992 - Clausthal-Zellerfeld, Deutschland, seit 1992 - Grójec, Polen, seit 2007 - Havlíčkův Brod, Tschechien, seit 1995 - Joinville, Brasilien, seit 2002 - Kisújszállás, Ungarn, seit 2008 - L’Aigle, Frankreich, seit 2000 | - Myślenice, Polen, seit 2015 - Nitra, Slowakei - Preveza, Griechenland, seit 1985 - Tongzhou, Volksrepublik China, seit 2015 - Tjatschiw, Ukraine, seit 2019 - Youngstown (Ohio), USA, seit 1991 |

## Söhne und Töchter der Stadt
- Robert Arató (* 1959), bildender Künstler
- Martin Bakoš (* 1990), Eishockeyspieler
- Igor Dibák (1947–2021), Komponist
- Jozef Dolný (* 1992), Fußballspieler
- Peter Hric (1965–2025), Radrennfahrer
- Mikuláš Huba (1919–1986), Schauspieler
- Július Hudáček (* 1988), Eishockeytorwart
- Stanislav Jasečko (* 1972), Eishockeyspieler
- Ladislav Karabin (* 1970), slowakisch-US-amerikanischer Eishockeyspieler
- Lukáš Klein (* 1998), Tennisspieler
- Christoph Klesch (1632–1706), evangelischer Theologe und Lyriker
- Daniel Klesch (1624–1697), lutherischer Theologe und Lyriker
- Viera Klimková (* 1957), Skilangläuferin
- Edmund Scholtz (1869–1948), ungarischer Politiker der deutschen Minderheit
- Gottfried Schwarz (1707–1786), deutscher evangelischer Theologe
- Tomáš Suslov (* 2002), Fußballspieler
- Gyula Szepes (1899–1985), ungarischer Skisportler
- Károly Thern (1817–1886), ungarischer Komponist
- Richard Trojan (* 1966), slowakisch-deutscher Eishockeyspieler
- Matúš Užák (* 1981), Shorttracker
- Ľubomír Vaic (* 1977), slowakischer Eishockeyspieler
- Ernest Valko (1953–2010), slowakischer Jurist und Politiker
- Ede Zathureczky (1903–1959), ungarischer Geiger und Musikpädagoge